# Kap Agulhas

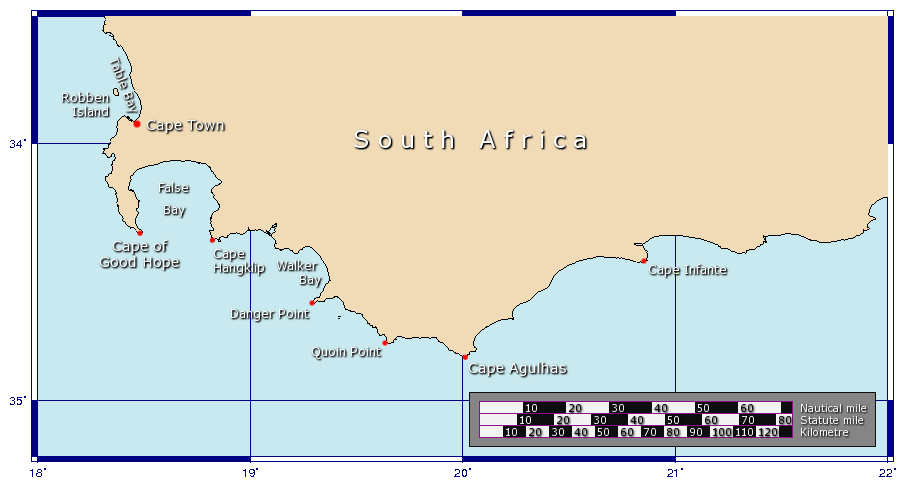

Agulhas (från portugisiska Cabo das Agulhas "Nålarnas udde") är den afrikanska kontinentens sydligaste punkt, cirka 200 km sydost om Kapstaden i Sydafrika och ca 150 km från Godahoppsudden. Här möts officiellt enligt Internationella sjöfartsorganisationen Atlanten och Indiska oceanen.

## Galleri

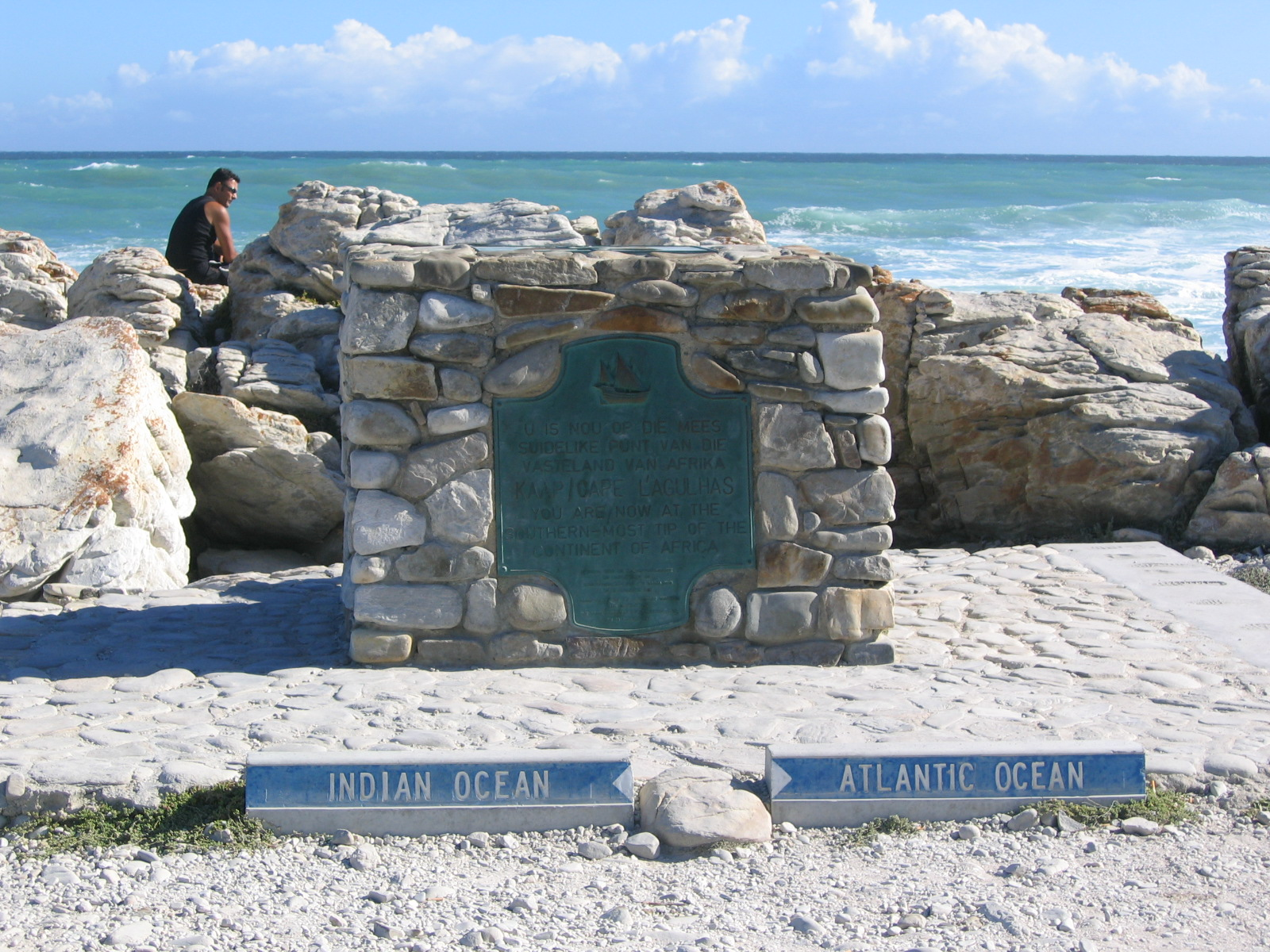
Monumentet för Afrikas sydspets, liksom gränsen mellan Atlanten och Indiska oceanen.
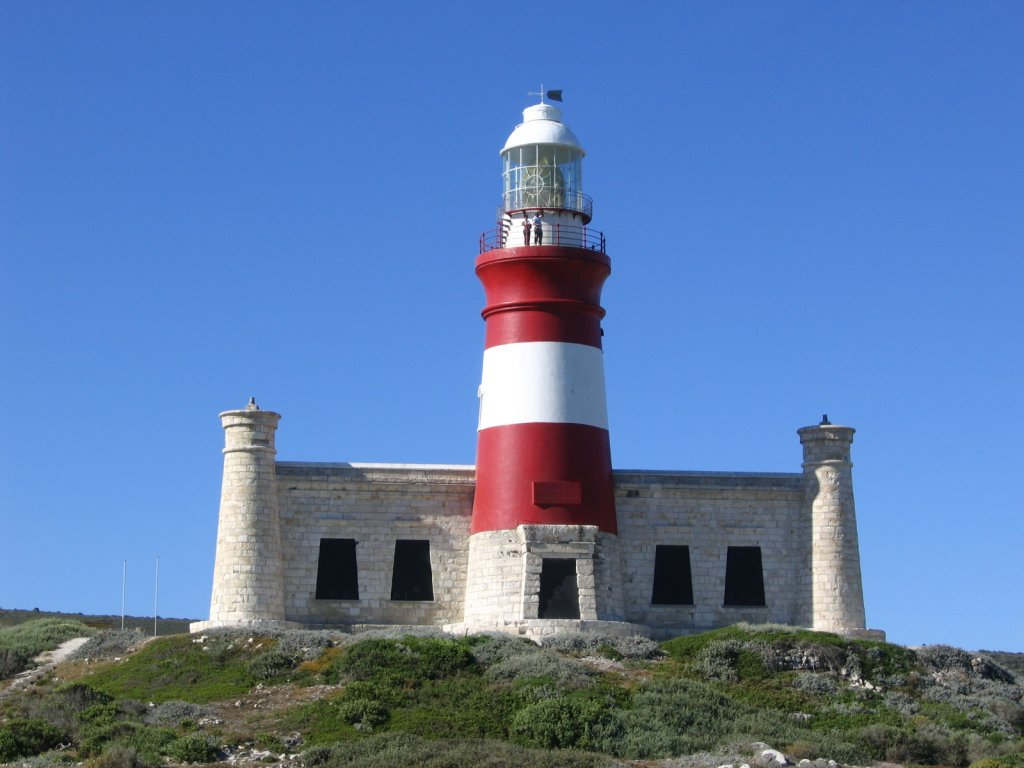
Kap  Agulhas fyr.